# Сивите планини
Сивите планини, наричани още планините Гундабад се намират в североизточните области на Средна земя. На юг от тях е разположен Мраколес, на запад – Мъгливите планини, а на югоизток – Железните хълмове и кралство Еребор. На север от Сивите планини са Великите пусти степи – последен дом на големите Дракони. От Сивите планини тръгват изворите на реката Андуин Велики, а из дебрите ѝ бродят най-различни твари. Тук слугите на Мрачния владетел – Моргот – намират убежище след падането му и рухването на Белерианд в края на Първа епоха на средната земя. Орки и тролове се крият из пещери, вълци бродят вдън горите, далеч от елфи и хора.
Предполага се, че там, където планините свършват и започва долината на Андуин са се заселили първите Хобити, прекосили я по – късно и прехвърлили се през Мъгливите планини в Ериадор.
Когато Войната за Пръстена приключила и слугите на Мрака се пръснали надалеч, Сивите планини станали по – безопасни, макар да се предполага, че отново в дебрите им са се укрили Мрачни твари.